# Еффі Шеннон
Е́ффі Ше́ннон (англ. Effie Shannon, 13 травня 1867 — 24 липня 1954) — американська акторка театру та німого кіно.

## Біографія
За шестидесятирічну кар'єру Шеннон зіграла різні головні ролі в театрі і кіно. Почала кар'єру в дитинстві, з'явившись в 1886 році на одній сцені з Джоном Маккаллоу і Робертом Б. Мантелла. Першим чоловіком Еффі був Генрі Кай Гарлтон. Разом з другим чоловіком (або партнером) Гербертом Келсі виступала разом на численних спектаклях аж до його смерті в 1917 році, ставши романтичним дуетом Бродвею задовго до Альфреда Ланта і Лінн Фонтенн. У 1914 році разом з Келсі знялася в своєму першому німому фільмі. Через два роки в 1916 році вони разом знялися в ще одному фільмі, незадовго до смерті Герберта в 1917 році. Після цього Шеннон знімалася в німих фільмах до 1932 року, але продовжувала кар'єру на Бродвеї. Однією з її останніх ролей стала участь в постановці «Миш'як і старі мережива».

## Фільмографія
- 1918 — Попіл кохання / Ashes of Love — Луїза Мордік
- 1921 — Мамині справи / Mama's Affair — місіс Оррін
- 1923 — Таємниці Парижа / The Secrets of Paris